# Mudhoney (film)
Mudhoney è un film del 1965 diretto da Russ Meyer.
Ambientato negli anni della Grande depressione e del Proibizionismo, appartiene al cosiddetto "periodo del bianco e nero gotico" del regista, ed è considerato da gran parte della critica cinematografica come uno dei migliori film di Meyer.
Il film è basato sul romanzo Streets Paved with Gold di Raymond Friday Locket ma tra ispirazioni anche dal film Furore, diretto da John Ford nel 1940. Il titolo è ripreso da una citazione di Oscar Wilde.

## Trama
Calif è un ex detenuto che arriva in un paesino del Missouri dove trova lavoro presso la fattoria di Lute Wade.
Calif si innamora di Hannah, la nipote di Lute sposata con Sidney, un ubriacone violento. Lute vede di buon occhio la relazione che nasce tra Calif e Hannah, e questo accresce ancor di più la gelosia di Sidney, che è anche un opportunista che vuole mettere le mani sulla fattoria e sui soldi di Lute.
Alla morte di Lute, Sidney brucia la fattoria quindi violenta e uccide la sorella di un predicatore. La folla inferocita lo vuole linciare, ma interviene lo sceriffo che non riesce tuttavia ad evitare il linciaggio di  Sidney. Calif, nel tentativo di salvare la vita a Sidney, spara al predicatore. Ma ormai è troppo tardi.

## Produzione
Il budget del film fu di 60.000 dollari.

### Cast
Il film fu girato per la maggior parte da attori non professionisti.  Alcuni di questi diverranno degli attori feticcio di Meyer. Hal Hopper aveva già interpretato il precedente Lorna e apparirà in quasi tutti i film successivi.
John Furlong interpreterà Finders Keepers, Lovers Weepers! e Vixen!, e nel 1998 sarà il predicatore Joseph Molina in Vampires di John Carpenter.
Lorna Maitland era stata l'anno precedente l'indimenticabile Lorna. Ma la parte più sensuale se l'aggiudicò Rena Horten, che interpretò Eula. Si tratta di una breve ma sensuale sequenza che la vede fare un bagno in un catino, davanti al predicatore e a Sidney. Meyer s'invaghì di lei, a tal punto da scrivere il personaggio di Eula, inventando una sordomuta dato che la Horten non sapeva parlare l'inglese, essendo tedesca.

## Accoglienza

### Incassi
Uscito inizialmente con il titolo Rope and Flesh, il film fu un insuccesso commerciale. Secondo Meyer questo successe perché il pubblico aveva scambiato il film per un horror, per via del manifesto che riproduceva la sequenza del linciaggio. Quindi Meyer rimontò la pellicola e cambiò il titolo: l'espediente si rivelò vincente, in quanto il film, con il nuovo titolo, ebbe ottimi incassi. Russ Meyer in seguito affermò "Ho fatto una scommessa con Mudhoney e ho perso. L'unica ragione per cui feci Mudhoney fu perché ero innamorato di una ragazza chiamata Rena. Non avrei mai dovuto fare quel film."

### Critica
Per la prima volta nella sua carriera, la critica cinematografica statunitense non restò indifferente di fronte a un film di Meyer, tanto che ancora oggi esso è considerato da molti il suo miglior film.

## Censura
Mudhoney ebbe pesanti problemi con la censura statunitense: nella cittadina di Long, nel Texas, viene tenuta ancora adesso una copia del film chiusa a chiave in un deposito. Per averla Meyer avrebbe dovuto dichiarare che si trattava di una pellicola pornografica, ma si rifiutò sempre.

## Omaggi
- Nel 1988 il film ha dato il nome alla band di Seattle Mudhoney considerati i pionieri del genere Grunge.

- La copertina dell'album Little Broken Hearts di Norah Jones del 2012 è ispirata alla locandina originale del film.